# Google开发者社区
谷歌开发者社区（Google Developer Groups）是谷歌开发者部门发起的全球项目，是面向对Google和开源技术、开放技术感兴趣的开发者社区，由对谷歌开发技术感兴趣的开发者们主导。其内容涵盖Web、Android、TensorFlow、Flutter和其它Google API等。

至2020年11月，全球已有1000多个GDG社区，分布在130多个国家。中国大陆有27个GDG社区，台湾有7个GDG社区。
全球GDG社区每年举办的活动在7000多场，共覆盖到50万开发者。

## 发展历史
- 2009年8月1日，中国第一个GDG社区北京GDG成立。
- 2012年1月，中国GDG第一次全国高峰会议在千岛湖召开，6个社区近25位组织者参加。
- 2012年6月，中国GDG组织者代表首次参加Google I/O大会。

## 社区活动

Google DevFest2019广州站内景

全球各地的GDG社区由本地组织者和志愿者自行组织本地活动。GDG可采取多种形式：可以是在一起观看Google的最新技术影片；可以是进行演示和技术座谈的大型聚会；还可以是代码短跑（code sprints）和黑客马拉松（Hackathon）之类的编程活动。

GDG的核心始终都是围绕开发者和技术内容。

GDG的风格是开放包容，连结其他开发者以及对技术感兴趣的人们。通过研讨和实践来学习各种技术主题，利用新知识创造出色的产品、技能和网络。

## 活动品牌
很多GDG社区每个年度都会举办以下3个全球范围的活动。

- DevFest，2012年起每年9月-11月在全球范围内由各地GDG社区举办的线下大型开发者活动[2]。
- I/O Extended[3]，2012年起每年在全球各地举办的观看Google I/O大会直播的线下活动。
- Women Techmakers，GDG参与组织的全球女性开发者的活动[4]。主题围绕女性开发者的提升与成长，通常于每年的3月-4月举办。

## 脚注
1. ↑  Google Developer Groups （页面存档备份，存于） （英文）
2. ↑  谷歌对 DevFest 活动的报导 （页面存档备份，存于） （中文）
3. ↑  Google I/O Offsite （页面存档备份，存于） （英文）
4. ↑  谷歌对 Women Techmarkers 的活动报道 （页面存档备份，存于） （中文）